# Вилем Баренц
Вилем Баренц (хол. Willem Barentsz; је рођен око 1550. године у Terschelling, у Холандији; а преминуо је 20. јуна 1597 Нова Земља, Русија) је био холандски истраживач и један од првих у истраживању севера.
Године 1594, је напустио Амстердам са два брода тражећи водени пут преко севера ка источној Азији. Дошао је до западне обале Нове Земље, крећући се северно од ње, али је коначно био приморан да се врати због временских услова.
Исте године, водио је експедицију од седам бродова, са којом је успео да стигне у подручје између сибирске обале и острва Вајгач, али је било прекасно да нађу отворено море. Његово треће путовање је такође било неуспешно и окончало се његовом смрћу. На ту екдпедицију кренуо је са два брода, под водством капетана Jan Rijp и Jacob van Heemskerk. Бродови су пловили раздвојено. На овом путовању открили су Медвеђе острво и Свалбард (познато као Спицберген), где су били раздвојени. Баренцов брод, под водством капетана Jacob van Heemskerk, је био заробљен ледом после повратка из Нове Земље, па је посада била приморана да презими на Новој Земљи. Брод су раставили и од њега направили кућу. Брод је био под ледом до почетка 1597. када су, 13. јуна, кренули у два мала чамца западно. Брод Јана Ријпа их је покупио код полуострва Кола, близу Мурманска. Али је Баренц умро 20. јуна. 
Прича о страшном путовању и проведеној зими на Новој Земљи објављена је као дневник бродског столара, Gerrit de Veer, који је био прва особа која је посматрала атосферски феномен познатији као ефект Нове Земље.
Баренцова кућа је 1871. године пронађена на острву у недирнутом стању, са много алата који су сачувани у музеју у Хагу. Такође, 1875. је пронађен део његовог оригиналног дневника. 
Баренцово море и Баренцов регион су названи по њему.

## Живот и каријера
Вилем Баренц је рођен око 1550. године на острву Терчелинг у Седамнаест провинција, данашња Холандија. Баренц није било његово презиме, већ његово патронимско име, скраћено од Баренцон „Барентов син”.
По занимању картограф, Баренц је пловио у Шпанију и Медитерану да заврши атлас медитеранског региона, који је објавио заједно са Петрусом Планцијусом.
Његова каријера истраживача је проведена у потрази за североисточним пролазом како би се трговало са Кином. Он је закључио да бистра, отворена вода северно од Сибира мора да постоји пошто сунце сија 24 сата дневно отапајући морски лед на Арктику, и заиста је мислио да што северније иде, то ће бити мање леда.

### Прво путовање
Дана 5. јуна 1594, Баренц је напустио острво Тексел на малом броду Меркур, као део групе од три брода послата у различитим правцима да покушају да уђу у Карско море, са надом проналажења североисточног пролаза изнад Сибира. Између 23. и 29. јуна Баренц је боравио на острву Киљдин.
Дана 9. јула посада је први пут наишла на поларног медведа. Након што су га упуцали и ранили мускетом када је покушао да се попне на брод, поморци су одлучили да га ухвате у нади да ће га вратити у Холандију. Међутим, када су га привезали и укрцали на брод, медвед је дивљао и морао је да буде убијен. Ово се догодило у Бер Крику, на острву Вилијамс.
Када је открила Наранџаста острва, посада је наишла на крдо од око 200 моржева и покушала да их убије секирама и копљима. Налазећи да је задатак тежи него што су замишљали, хладан челик се разбијао о чврсту кожу животиња, отишли су са само неколико кљова од кљова.
Баренц је стигао до западне обале Нове земље и наставио је ка северу пре него што је био приморан да се врати пред великим леденим бреговима. Иако нису постигли свој крајњи циљ, путовање се сматрало успешним.
Јан Хајген ван Линшотен је био члан ове и друге експедиције.

### Друго путовање
Следеће године, принц Морис Орански је био испуњен „најпретеранијим надама“ чувши за Баренцово претходно путовање и именовао га је за главног пилота и извођача нове експедиције, коју је пратило шест бродова натоварених трговачком робом, којом су Холанђани надали тргују са Кином.
Полазећи 2. јуна 1595. године, путовање је ишло између сибирске обале и острва Вајгач. Дана 30. августа, група је наишла на отприлике 20 Самоједа „дивљих људи“ са којима су могли да разговарају, јер је један члан посаде говорио њиховим језиком. Дана 4. септембра, мала посада је послата на острво Стејтс да тражи тип кристала који је раније примећен. Њих је напао бели медвед, и два морнара су убијена.
На крају, експедиција се вратила када је открила да је Карско море због неочекиваног времена залеђено. Ова експедиција је углавном сматрана неуспешном.

### Треће путовање
Године 1596, разочарани неуспехом претходних експедиција, Генералне државе су објавиле да више неће субвенционисати слична путовања – већ су уместо тога понудиле високу награду за свакога ко успешно плови североисточним пролазом. Градско веће Амстердама купило је и опремило два мала брода, којима су капетани били Јан Ријп и Јацоб ван Хемскерк, да траже неухватљиви канал под командом Баренца. На пут су кренули 10. или 15. маја, а 9. јуна открили Медвеђе острво.
Они су открили Шпицберген 17. јуна, угледавши његову северозападну обалу. Дана 20. јуна видели су улаз у велики залив, касније назван Раудфјорден. Дана 21. јуна усидрили су се између Кловен Клифа и Вогелсанга, где су „поставили стуб са грбом Холандије на њему“. Дана 25. јуна ушли су у Магдаленефјорден, који су назвали Туск Бај, у светлу кљова моржева које су тамо пронашли. Следећег дана, 26. јуна, упловили су на северни улаз у Форландсундет, али су били приморани да се врате због плићака, због чега су фјорд назвали Кервик („улаз из кога се мора вратити назад“). Дана 28. јуна заокружили су северну тачку Принс Карлс Форланда, коју су назвали Вогелхоек, због великог броја птица које су тамо видели. Отпловили су на југ, прошли Исфјорден и Белсунд, који су на Баренцовој карти били означени као Гротен Инвицк и Инвицк.
Бродови су се поново нашли на Бер острву 1. јула, што је довело до неслагања између Баренца и Ван Хемскерка на једној страни и Ријпа на другој. Сложили су се да се разиђу, при чему је Баренц наставио на североисток, док је Ријп кренуо ка северу у покушају да пређе директно преко северног пола и стигне до Кине. Баренц је стигао у Нову Земљу 17. јула. Нестрпљив да не буде заробљен у околном леду, намеравао је да се упути ка мореузу Вајгач, али њихов брод се заглавио у многим леденим бреговима и сантама. Насукана, посада од 16 људи била је принуђена да проведе зиму на пустом простору. Након неуспелог покушаја да се отопи пермафрост, посада је користила плутајуће дрво и грађу са брода за изградњу ложе величине 7,8×5,5 метара коју су назвали Het Behouden Huys (Спашена кућа).
Суочавајући се са екстремном хладноћом, посада је схватила да ће им се чарапе запалити пре него што им стопала осете топлину ватре – и почела је да спава са загрејаним камењем и топовским ђулима. Они су користили тканине за трговину са брода да направе додатну ћебад и одећу. Брод је носио слану говедину, путер, сир, хлеб, јечам, грашак, пасуљ, прекрупу, брашно, уље, сирће, сенф, со, пиво, вино, ракију, двопек, димљену сланину, шунку и рибу. Велики део пива се смрзнуо, пуцајући у бачве. До 8. новембра Герит де Вер, бродски столар који је водио дневник, пријавио је несташицу пива и хлеба, а вино је рационирано четири дана касније.
У јануару 1597. године, посада је постала прва која је сведочила и снимила атмосферску аномалију која је сада назива ефектом Нове Земље, због овог виђења.
Показавши се донекле успешним у лову, група је ухватила арктичке лисице у примитивне замке. Сирово месо арктичке лисице садржи мале количине витамина Ц, који је, непознато поморцима, смањивао последице скорбута. Посаду су непрестано нападали поларни медведи који су пустошили подручје где су камповали. Медведи су насукани и сада празан брод претворили у зимско пребивалиште. Примитивно оружје обично није убијало медведе првим или чак другим хицем (осим ако није добро нациљано у срце) и било је тешко циљати, док се хладно и ломљиво метално оружје често ломи или савија.
До јуна, лед још увек није попустио стисак на брод, а преостали очајни преживели од скорбута узели су два отворена чамца. Баренц је умро на мору убрзо након тога 20. јуна 1597. Није познато да ли је Баренц сахрањен на северном острву Нове земље, или на мору. Било је потребно још седам недеља да чамци стигну до полуострва Кола, где их је спасио холандски трговачки брод којим је командовао бивши колега истраживач Јан Ријп који се до тада вратио у Холандију и био на другом путовању, претпостављајући да је Баренцова посада изгубњена, случајно их је нашао. До тада је остало само 12 чланова посаде. До Амстердама су стигли тек 1. новембра. Извори се разликују по томе да ли су два мушкарца умрла на леду, а три у чамцима, или три на леду и два у чамцима. Млади кабински дечак је умро током зимских месеци у склоништу.